# The Outlaw
The Outlaw (en España, El forajido y Fuera de la ley; en Argentina, El proscripto) es una película estadounidense de 1941 dirigida y producida por Howard Hughes. 
La película comenzó a ser dirigida por Howard Hawks, pero este abandonó a las dos semanas para ocuparse de El sargento York.

## Argumento
La trama de la película The Outlaw arranca con la llegada de Doc Holliday (Walter Huston) al pueblo donde ejerce de sheriff su amigo Pat Garrett (Thomas Mitchell). Doc va en busca de un caballo robado, que resulta estar en poder de Billy el Niño (Jack Buetel); sin embargo, ambos se hacen amigos, en detrimento de la relación entre Doc y Pat Garrett, el perseguidor de Billy el Niño. A su vez, la amistad entre Doc y Billy se deteriora cuando la chica de Doc, la mestiza Río (Jane Rusell) se enamora de Billy. La complicada relación entre los cuatro personajes se desarrolla en el contexto de un ataque de los nativos americanos, hasta llegar a un desenlace violento.

## Reparto
- Jack Buetel: Billy the Kid
- Jane Russell: Rio McDonald
- Walter Huston: Doc Holliday
- Thomas Mitchell: Pat Garrett
- Mimi Aguglia: Guadalupe
- Joe Sawyer: Charley

## Problemas de censura
Aunque la película estaba terminada en febrero de 1941, sólo tuvo un estreno limitado el 5 de febrero de 1943, y no recibió una distribución general hasta tres años después, cuando United Artists la reestrenó en San Francisco el 23 de abril de 1946.
El retraso fue resultado del empeño de Hughes en desafiar el Código Hays, que establecía los límites de lo moralmente aceptable en una película. El desenfado con que se mostraba el busto de Jane Rusell, ataviada con blusas de generoso escote, tanto en las imágenes de la película como en los carteles promocionales, "marcó un punto de inflexión en el panorama cinematográfico de la época", en palabras de Los Angeles Times a la muerte de la actriz.
Para lograr la aprobación del comité, Hughes hizo cortes de un minuto y medio en el montaje, pero los problemas continuaron y la película fue retirada de la cartelera a la semana de su primer estreno. Incluso después de 1946 subsistieron problemas a nivel estatal y local en Estados Unidos.
Hughes explotó los problemas con la censura como gancho comercial de la película. El cartel promocional llevaba la leyenda "La película que no pudieron parar", y para la promoción del reestreno se utilizó un pequeño dirigible que ostentaba en grandes caracteres el anuncio de que la película "Secuestrada de la pantalla durante tres años, ¡al fin llega!".

## Comentarios
El trabajo en el cine de Jane Russell empezó con esta película, que contribuyó a erigirla en sex symbol e icono de Hollywood. Al mismo tiempo, lo atrevido del vestuario y el énfasis de las imágenes en el busto de la actriz, dotaron a la película de un aura escandalosa y le ocasionaron problemas de censura que retrasaron su estreno tanto en Estados Unidos como en otros países.
Cuando el propio Hughes se hizo cargo de la dirección, sustituyó también a Lucien Ballard como director de fotografía, por Gregg Toland.
En España la película no pudo estrenarse hasta 1976, con la relajación de la censura cinematográfica después de la muerte de Francisco Franco.